# Campo Gallo
Campo Gallo (anciennement Hipólito Yrigoyen, du nom d'un ancien président argentin) est une ville de la province de Santiago del Estero, en Argentine, et le chef-lieu du département d'Alberdi. Elle se situe à 242 km de la capitale provinciale dans le sud de la région du Gran Chaco. Sa population s'élevait à 5 455 habitants en 2001.